# Albaniens konst och arkitektur
Albaniens konst och arkitektur syftar på bildkonsten och arkitekturen i Albanien. Den bygger till stor del på traditioner som är betydlig äldre än landet självt. Målarkonsten har medeltida rötter, och de tidiga arkitektoniska monumenten är mer än 2000 år gamla.

## Bildkonst
Målarkonsten i Albanien var starkt influerad av den medeltida bysantinska konsten (400-talet till 1400-talet), dock blev de italienska influenserna starkare under renässansen (1400-talet till 1600-talet). 
Ikonmåleriet växte som en form av både etablerad konst och folkkonst. Ikonmåleriets stil, skapad i mitten av 1700-talet, förblev så gott som oförändrad fram till det tidiga 1900-talet. Anmärkningsvärda albanska 1900-talskonstnärer inkluderar Vangjush Mijo och Androniqi Zenge, båda delaktiga i att introducera västerländsk impressionism i Albanien under 1930-talet. Odhise Paskal, en annan 1900-talskonstnär, skulpterade albanska hjältar. Den folkliga konsten idag innefattar textilier dekorerade med silverornament, husliga trähantverk och yllemattor.
Efter kommunismens fall i början av 1990-talet samt efter folkligt uppror 1997, stals flera konstverk från museer i Albanien, troligen för att säljas till konstälskare utomlands för mycket höga priser.

## Arkitektur
De äldsta arkitektoniska monumenten i Albanien kan dateras till det första årtusendet f.Kr. och uppfördes av illyrer. Mellan mitten av första årtusendet f.Kr. och mitten av första årtusendet e.Kr. byggde grekerna och romarna som ockuperade Albanien strukturer som än kan synas i urbana och lantliga landskap. Under medeltiden framträdde kristen, religiös arkitektur i Albaniens kristna nord medan islamisk och turkisk arkitektur dök upp i södra delen av landet.
Fram till mitten av 1900-talet dominerades de flesta albanska städer av tvåvåningshus i sten med tegeltak. I skogstäta regioner var husen oftare byggda av plankor. Längs kusten byggdes hus av lera, tegel och vass. Idag dominerar massproducerade byggnader i sovjetisk stil i städer och förorter, medan den traditionella arkitekturen fortfarande dominerar landsbygden och bergen.